# Kolonialisme
Kolonialisme is een systeem van heerschappij door de ene groep over de andere, waarbij de eerste het recht claimt om exclusieve soevereiniteit uit te oefenen over de tweede en om diens lotsbestemming vorm te geven. Dit recht werd veelal gevestigd door verovering.
De uitbreiding van het grondgebied van een soevereine staat buiten de nationale grenzen is een kolonie. Afhankelijk van de houding van de kolonisator werd er over de inheemse bevolking beslist, werd deze verplaatst of zelfs uitgeroeid. Koloniserende naties overheersen over het algemeen de middelen, de arbeid en de markten van het koloniale grondgebied.
Als ook socioculturele, godsdienstige en taalkundige structuren aan de inheemse bevolking opgelegd spreken we van cultuurimperialisme. Hoewel de termen kolonialisme en imperialisme vaak inwisselbaar zijn, heeft laatstgenoemde een bredere betekenis, aangezien de controle ook via de cultuur wordt uitgeoefend en niet alleen militair-economisch. Neokolonialisme betreft de voortgaande economische uitbuiting van voormalige koloniën, dus na hun (juridische) onafhankelijkheid.
De term kolonialisme wordt ook wel gebruikt om aan te geven dat Westerse landen hun ideologiën opdrongen aan gekoloniseerde gebieden, veelal het bekeren tot het christendom. Kolonialisme was gebaseerd op de etnocentrische overtuiging dat de moraal en de waarden en normen van de kolonisator superieur waren aan die van gekoloniseerde. In de westerse wereld leidde dit tot een vorm van proto-sociaal darwinisme, dat via wetenschappelijk racisme blanke mensen aan de bovenkant van het dierenrijk plaatste en zodoende natuurlijk verantwoordelijk werden voor het overheersen van niet-Europese inheemse bevolking. Dit gaf legitimiteit aan koloniaal racisme.
De Verenigde Naties riepen het decennium 2011–2020 uit tot het Derde Internationale Decennium voor het Uitroeien van Kolonialisme (Third International Decade for the Eradication of Colonialism).

## Soorten kolonialisme
Kolonialisme is een complex fenomeen en de aard van kolonies kunnen variëren op basis van een reeks verschillende factoren. Zo kan men bijvoorbeeld een onderscheid maken tussen de verschillende vormen van kolonialisme op basis van de intentie van de kolonisator.
- Exploitatiekolonialisme is een vorm van kolonialisme, waarbij de focus ligt op het exploiteren van de natuurlijke grondstoffen en/of plaatselijke bevolking van een regio. Deze gekoloniseerde regio's worden volledig in dienst geplaatst van de koloniserende natie. Vaak werd de interne politiek benadeeld en werd de hele interne organisatie van de regio in dienst geplaatst van winstbejag. De minst intense vorm van exploitatiekolonialisme is het al dan niet gewelddadig plaatsen van handelsposten in overzeese gebieden. Historisch speelde slavernij een belangrijke rol in deze vorm van kolonialisme. Voorbeelden van exploitatiekolonialisme zijn de Belgische kolonisatie van Congo en de Nederlandse kolonisatie van Indonesië, Curaçao en Suriname.[3]
- Vestigend kolonialisme (een leenvertaling van settler colonialism) is een vorm van kolonialisme, waarbij een natie een ander gebied verovert met de intentie van die regio een verlenging van hun grondgebied te maken. De nadruk ligt hier niet op het nieuwe gebied als domein van exploitatie, maar als een nieuwe woonplaats voor de kolonisatoren.[4] Vooraleer de kolonisatoren in het nieuwe gebied kunnen wonen moeten ze de oorspronkelijke bevolking verdrijven. Vestigend kolonialisme mondt daarom vaak uit op de verdrijving of uitroeiing van de plaatselijke bevolking. Voorbeelden van vestigend kolonialisme zijn de kolonisatie van de Verenigde Staten, Canada en Australië.[5]
- Surrogaat- of gedoogkolonialisme is een vorm van vestigend kolonialisme, waarin een nieuwe bevolkingsgroep zich in een regio vestigt onder toestemming van een kolonisator. De term werd uitgevonden door antropoloog Scott Atran om te verwijzen naar de kolonisatie van Palestina door de Israëli's.[6]
- Nationaal kolonialisme is een vorm van kolonialisme, waarbij de kolonisator probeert om hun cultuur op te dringen aan de oorspronkelijke bevolking van de regio. Nationaal kolonialisme wordt sterk geassocieerd met het proces van natievorming. Voorbeelden van deze vorm van kolonialisme zijn Taiwan, Zweden en het Verenigd Koninkrijk.[7][8]

Verder kan men ook een onderscheid maken op basis van de wijze waarop kolonialisme verloopt. In de Britse kolonisatie wordt klassiek een onderscheid gemaakt tussen drie verschillende vormen van kolonisatie op basis van de gebruikte methode.
- Een compagniekolonie is een kolonie die gesticht werd door een private compagnie of een bedrijf. Deze kolonies werden om verscheidene redenen gesticht. In de Verenigde Staten werden enkele kolonies gesticht door private Britse bedrijven om weg te vluchten van religieuze vervolging in hun thuisland. Een voorbeeld hiervan is de kolonie van Massachusetts die gesticht werd door de Mass. Bay Company, een bedrijf dat gesticht was ter bescherming van het puriteins geloof in de Nieuwe Wereld.[5] Andere bedrijven werden gedreven door winstbejag en om economische beweegredenen. Een bekend voorbeeld hiervan zijn de kolonisatieprojecten van de East-Indian Company en de Verenigde Oost-Indische Compagnie.[9][10]
- Een kroonkolonie is een kolonie, die het bezit was van de Britse monarch. Vaak delegeerde de koning zijn politieke taken in de kolonie door aan gouverneurs. De meeste Britse koloniën begonnen als compagniekolonie en werden later overgenomen door de kroon. Een voorbeeld van een kroonkolonie is de kolonie van Carolina (nu de staten North en South Carolina), die vernoemd werd naar koning Charles II van het Verenigd Koninkrijk.[5]
- Een eigenaarskolonie is een kolonie die het persoonlijk bezit is van één persoon. Vaak was dit een kroonkolonie die door de monarch aan een privaat individu geschonken was. Een voorbeeld hiervan is de kolonie van Pennsylvania die (samen met Delaware) door koning Charles II geschonken werd aan William Penn als terugbetaling van een schuld aan diens vader. Aangezien Penn een Quaker, een christelijke stroming die sterk de nadruk legt op tolerantie en individuele spiritualiteit, was werd Pennsylvania een bakermat voor religieuze tolerantie.[5] Een ander voorbeeld van een eigenaarskolonie is de Vrijstaat Congo, die het privébezit was koning Leopold II van België.[11]